# 갑자사화
갑자사화(甲子士禍)는 1504년(연산군 10년) 연산군의 어머니 폐비 윤씨의 보복과 연산군의 왕권 강화를 위해 연산군이 일으킨 대규모 숙청 사건이다. 연산군이 폐비 윤씨의 복위를 추진하면서 성종때 폐비를 찬성한 훈구 원로세력이 대부분 숙청당했다. 이때 희생된 사람들은 중종 반정 직후 대부분 복권된다.

## 배경과 원인
연산군의 어머니인 폐비 윤씨는 폐출되었다가 1482년에 사사되었고, 연산군은 갑자사화를 벌인이유를 이때 윤씨의 폐비를 찬성한 사람들에 대한 처벌과 복수를 위해서라고 공표하였다.
이를 두고 중종때 사관들은  임사홍이 연산군의 처남인 신수근과 의논하여 연산군에게 그 사실을 알리기로 합의하고 임사홍이 폐비 윤씨와 관련된 사실을 연산군에게 보고했다고 서술하고 있지만, 사관의 평 말고는 연산군이 임사홍과 사적으로 만나는 과정에 대한 기록은 일절 없으며 무엇보다 윤씨 사건을 보고했다는 임사홍은 정작 이극균과의 친분이 발각되어 유자광과 같이 갑자사화 때 죽을 뻔한 사람이라는 점 등 객관적으로 봐서 중종 때 사관의 추측을 믿기에는 신빙성이 떨어진다. 연려실기술에 기록된 외할머니에게 어머니의 피묻은 적삼을 보고 복수를 시작했다는 야사도 갑자사화 한참전인 연산군 직위 직후부터 외할머니 신씨에게 매년 곡식을 배풀어 주는 등 이미 오래전부터 외할머니와 교류하고 있었기에 신빙성이 떨어진다.
그리고 연산군은 왕위에 오르기 전부터, 어머니의 죽음에 대해서 알고 있었기 때문에 폐비 윤씨의 죽음이 갑자사화의 계기 및 명분은 될지언정 직접적 원인은 아니다. 하지만 연산군이 왕이 되기 전부터 어머니를 죽게 만든 자들에게 복수하기 위해서 마음 속으로 칼을 갈고 있다가 기회가 와서 사화를 일으켰을 가능성이 있기에 연산군의 어머니가 사사된 것이 원인이 아니라고 할 수도 없다.
연산군의 이세좌에 대한 처벌은 갑자사화를 알리는 신호탄이었으며, 그 처벌 과정은 왕권을 제약하는 대간과 자신의 절대왕권 구축에 걸림돌이 되는 훈구세력을 제거하기 위한 실천 과정이었다. 연산군은 무오사화 이후에도 위를 능멸하는 풍습[凌上之風]이 그다지 수그러들지 않은 것에 큰 불만을 가지고 있었고, 그들에 대한 무차별적인 숙청이 필요하다고 판단하고 있었다. 연산 9년 9월 연산군은 이세좌가 실수로 자신의 옷에 술을 엎지른 것을 핑계로 '위를 능멸하는 풍습' 운운하며 이세좌를 유배 보냈다. 다음해인 연산 10년 2월 연산군의 간택령에 홍귀달이 불응하는 사건이 발생했는데, 연산군은 '대간들이 간하지 않는 것은 이세좌를 두려워하기 때문이며 홍귀달의 언사가 불공하고 임금을 경시하는 태도 역시 이세좌의 행위를 본받았기 때문이다'라며 이 사건과 직접적인 관련이 없는 이세좌도 홍귀달과 같이 유배 보냈다. 폐비 윤씨에게 사약을 들고 간 장본인 이세좌는 '위를 능멸하는 풍습'을 척결하는 데에도 폐비 윤씨에 대한 복수를 하는 데에도 적합한 인물이었다. 즉, 갑자사화로 연산군은 자기 어머니에 대한 복수를 행함과 동시에 '위를 능멸하는 풍습'을 제거하여 왕권을 강화한 것이다.

## 경과

### 창경궁의 피바람
연산 10년 갑자년(1504년) 음력 3월 20일 밤, 창경궁 뜰에서 연산군은 아버지 성종의 후궁들이자 낮에 잡아들인 이항과 이봉의 어머니인 귀인 정금이와 다른 후궁인 엄귀인을 결박하고 직접 구타한다. 그리고 연산군은 낮에 잡아들인 이항과 이봉을 창경궁의 뜰로 잡아와 후궁 두사람을 구타하도록 명령한다. 이항은 너무 어두워 결박 당한 두 사람을 모르고 명령을 따랐지만, 이봉은 두 사람중 한 사람이 자신의 어머니 정씨인 것을 알고 장을 대지 못하자 연산군은 분노하며 사람을 시켜 귀인 엄 씨와 정 씨를 죽여버린다. 모르고 어머니를 때린 이항에게 연산군은 다음날 말 한 마리를 선물로 내렸는데 조롱할 목적으로 준 것으로 추정된다.
그 후 연산군은 어머니가 폐비된 뒤 왕비가 된 자순대비 윤씨의 거소 앞에서 칼을 들고 자순대비에게 거소 밖으로 나오라고 협박한다. 자순대비의 하인들은 겁에 질려 도망가고 자순대비도 공포에 질려 이러지도 저러지도 못하는 상황에서 연산군의 왕비 신씨가 연산군을 간절히 말려 연산군은 돌아가게 된다
어머니 자순대비에게 횡포를 부린 직후 이번에는 할머니 인수대비의 거소에 처들어간다. 잡아왔던 이향과 이봉의 머리채를 잡은 채로 인수대비 침실에 들어가 이항을 시켜 억지로 인수대비에게 술을 올린 뒤, 인수대비가 연산군의 어머니 폐비윤씨를 왜 죽였나며 따지는 등 여러 불손한 말들을 이어갔다. 그렇게 3경(새벽 12시경) 잡혀온 이향과 이봉이 풀려나면서 음력 3월 20일 밤의 피바람은 끝이 난다.

### 대숙청
갑자사화로 인해 윤필상, 이극균, 이세좌를 비롯하여 여러 신하들이 극형에 처해졌다. 사화는 점점 확대되어 나중에는 연산군에게 쓴소리를 한 신하들까지 처형당했다. 인수대비는 연산군의 행위를 꾸짖다가 화병으로 죽었다. 연산군이 윤씨를 왕비로 추숭(追崇)하여 성종묘에 배사(配祀)코자 할 때 반대한, 응교(應敎) 권달수(權達手)는 처형되었고, 이행은 귀양을 갔다.
성종이 윤씨를 폐출하려 할 때 찬성했던 윤필상, 이극균, 김굉필, 이세좌, 성준, 권주(權住), 이주(李胄) 등 10여 명을 처형했고, 이미 사망한 남효온, 한명회, 정창손, 정여창, 한치형, 어세겸(魚世謙), 심회, 이파(李坡) 등은 부관참시에 처했으며, 그 제자와 가족들도 처벌하였다. 송흠, 이파, 윤필상, 이세좌는 시체가 능지되어 사방에 돌려 보여졌고, 이극균은 머리가 백관이 모두 보게 한 뒤 팔도에 돌려졌으며, 이극균의 서자인 이연명(李延命)은 '그 아비로 하여 자리잡은 세력을 믿고 무사를 많이 모아 군상(君上)에게 오만한 죄'로 참수되었다. 이세좌는 머리와 사지가 능지된 뒤 머리에 찌가 달려 저잣거리에 매달렸다. 이미 죽은 한명회는 부관참시를 당하고 저잣거리에 효시되었다. 윤필상은 시체를 태워 뼈를 부수어서 바람에 날리게 하였으니 쇄골표풍(碎骨漂風)이라 하였다. 이외에도 송흠(宋欽), 한치형(韓致亨), 이파(李坡), 윤채 등 여러 사람의 뼈가 부수어져 바람에 날려졌다. 나중에는 죄인을 벌하고 형장을 가할 때 옆에서 보며 탄식하고 슬퍼하는 것을 금지하였다. 한편, 세자 시절 갈등을 빚기도 했던 문신이자 그의 스승이기도 한 조지서 역시 주살하기도 했다. 그 외에도 유자광이나 흔히 갑자사화의 주역으로 왜곡되는 임사홍도 이극균과의 친분때문에 죽을뻔하나 유자광은 이전의 공으로, 임사홍은 윤씨의 폐비를 반대했던 일로 풀려난다. 실제로 연산 10년 윤4월 26일 사헌부에서 유자광(柳子光)과 임사홍(任士洪)이 이극균(李克均)과 사귀었으니 그 죄가 참대시(斬待時; 즉시 참형에 처하지 아니하고 추분(秋分) 이후 춘분(春分) 이전의 시기가 될 때까지 기다려서 목을 베어 죽이는 형벌)에 해당한다고 하였으나 연산군은 다만 3천 리 유형(流刑)을 속바치고 그대로 일은 보게 하라고 전교하였다.
당시 시신은 부관참시, 쇄골표풍, 능지처참 후 시체를 백관이 모두 보게 하고 사방에 돌려 보이는 등 참혹한 형벌들이 연일 진행되었다. 이외에도 죄인의 집을 파 연못을 만들고 돌에 죄명을 새기게 하였다. 이 참화는 갑자년에 일어났으며, 뒤이어 언문학대(言文虐待)까지 하게 되어 국문학 발달도 침체 상태에 빠졌다.

## 조선왕조실록의 기록
아래에 제시된 날자는 모두 음력이다. 갑자사화는 연산 10년 음력 3월 초 홍귀달과 이세좌를 유배 보낸 것으로 시작되어 7월까지 이어졌다. 그 이후에도 관련된 자의 집을 헐어 연못으로 만들고, 이극균·윤필상이 만든 법을 폐지하고, 이극균을 천거했다는 이유로 연산 10년 11월에 이장곤을 고문하고, 연산 11년 3월에 윤필상을 쇄골표풍하는 등 갑자사화의 여파는 오래 갔다.

### 연산 10년 음력 3월
- 음력 3월 12일 : 홍귀달의 언사가 불경하다며 죄를 논하게 했다. "이세좌가 자신이 중한 죄를 범하였으나, 오래지 않아 방면되므로 그 세력을 두려워하여 아뢰지 않았다"는 이유로 대사헌 이자건과 대사간 박의영 등 사헌부의 관원들을 감옥에 가두었다.[13][14] 사면령이 있더라도 이세좌를 사면하지 못하게 했다.[15]
- 음력 3월 13일 : '위를 능멸하는 풍습'을 고치도록 하였다.[16] 홍귀달과 이세좌를 유배 보냈다.[17][18] '입은 화의 문이요, 혀는 몸을 베는 칼이다. 입을 닫고 혀를 깊이 간직하면 몸이 편안하여 어디서나 굳건하리라.[口是禍之門 舌是斬身刀 閉口深藏舌 安身處處牢]'는 네 글귀를 나무 패에 새겨 환관(宦官)들이 모두 차게 하였다.[19]

전교하기를,

"지금 세상을 보면, 노성(老成)한 대신이 있고 뒤이어 재상된 자가 있는데, 서로 비호하고 덮어 그 허물을 말하지 않으며, 대간이 된 자는 불경한 사람을 보고도 세력이 두려워 말하지 않고, 말하지 않을 것은 또한 반드시 논계한다. 이뿐만이 아니라, 재상으로 기반이 있는 자에게는 한 마디의 말이 없고, 고단한 자에 대하여는 반드시 또 논박한다. 그런데 삼공(三公) 육경(六卿) 역시 그름을 말하지 않아 점차 붕당(朋黨)을 이루어, 인군으로 하여금 위에 고립되게 하니, 이런 위를 능멸하는 풍습을 고치지 않을 수 없다...(후략)" 하였다.— 연산군일기 52권, 연산 10년 3월 13일 갑술 3번째기사

- 음력 3월 14일 : "이세좌가 궐문 밖에 와서 사죄하니, 이는 나의 뜻을 탐지하려는 것이다. 승지들이 아뢰지 말아야 할 것인데 아뢰었으니, 국문하라"며 함부로 아뢴 승지를 국문하였다.[20] 주서(注書) 이희보(李希輔)를 보내어 이세좌의 귀양길을 엿보게 하였는데, 이세좌의 아들 이수정(李守貞)이 이세좌를 따라간다고 하자 직을 맡고 있으면서 마음대로 직을 떠나 따라간다는 이유로 잡아다 국문하게 했다.[21]
- 음력 3월 15일 : 홍언국을 국문하고 전 대간들을 귀양보냈다.[22][23] 이세좌를 방문한 이를 국문케 하고[24] 이세좌의 일로 의정부 당상과 승지들을 국문케 하였다.[25]
- 음력 3월 16일 : 이세좌를 논하지 않은 홍문관과 대간을 국문케 하였다.[26] 이세좌와 양평군까지 이동한 홍귀달을 다시 잡아와 곤장 때리게 하였다.[27][28]
- 음력 3월 18일 : 전 대간 이세영(李世英) 등을 의금부 옥에 가두고 태 40대씩 때리게 하였다.[29]
- 음력 3월 20일 : 이세좌의 아들과 사위를 귀양 보냈다.[30] 안양군 이항과 봉안군 이봉을 창경궁의 뜰로 잡아와 그들의 어머니인 엄씨(嚴氏)와 정씨(鄭氏)를 구타하게 하였다. 이어 인수대비의 침전으로 가 왜 어머니를 죽였나며 추궁하였다. 이후 엄씨(嚴氏)와 정씨(鄭氏)의 시신을 찢어 산과 들에 버렸다.[31]

항과 봉은 정씨의 소생이다. 왕이, 모비(母妃) 윤씨(尹氏)가 폐위되고 죽은 것이 엄씨·정씨의 참소 때문이라 하여, 밤에 엄씨·정씨를 대궐 뜰에 결박하여 놓고, 손수 마구 치고 짓밟다가, 항과 봉을 불러 엄씨와 정씨를 가리키며 '이 죄인을 치라.' 하니 항은 어두워서 누군지 모르고 치고, 봉은 마음속에 어머니임을 알고 차마 장을 대지 못하니, 왕이 불쾌하게 여겨 사람을 시켜 마구 치되 갖은 참혹한 짓을 하여 마침내 죽였다.
왕이 손에 장검을 들고 자순 왕대비 침전 밖에 서서 큰 소리로 연달아 외치되 '빨리 뜰 아래로 나오라.' 하기를 매우 급박하게 하니, 시녀들이 모두 흩어져 달아났고, 대비는 나오지 않았다. 그런데, 왕비 신씨가 뒤쫓아가 힘껏 구원하여 위태롭지 않게 되었다.

왕이 항과 봉의 머리털을 움켜잡고 인수 대비(仁粹大妃) 침전으로 가 방문을 열고 욕하기를 '이것은 대비의 사랑하는 손자가 드리는 술잔이니 한 번 맛보시오.'하며, 항을 독촉하여 잔을 드리게 하니, 대비가 부득이하여 허락하였다. 왕이 또 말하기를, '사랑하는 손자에게 하사하는 것이 없습니까?' 하니, 대비가 놀라 창졸간에 베 2필을 가져다 주었다. 왕이 말하기를 '대비는 어찌하여 우리 어머니를 죽였습니까?' 하며, 불손한 말이 많았다. 뒤에 내수사를 시켜 엄씨·정씨의 시신을 가져다 찢어 젓담그어 산과 들에 흩어버렸다.— 연산군일기 52권, 연산 10년 3월 20일 신사 5번째기사

- 음력 3월 21일 : 연산군이 전날 엄씨와 정씨를 구타한 안양군 이항에게 말(馬)을 하사하였다.[3]
- 음력 3월 24일 : 대신들이 폐비 윤씨의 시호를 의논하였고, 승정원에 폐비(廢妃)할 때 의논에 참여한 재상과 궁궐에서 나갈 때 시위한 재상 및 사약을 내릴 때 나가 참여한 재상들을 《일기(日記)》를 상고(詳考)하여 보고하라고 명령하였다.[32]
- 음력 3월 26일 : 엄씨와 정씨를 서인으로 강등하고[33] 자녀들을 가두었으며[34] 그 족친을 연좌시켰다.[35]
- 음력 3월 27일 : 엄씨와 정씨의 부모와 동생을 모두 장 1백 대를 때려 유배하게 했다.[36] 정씨의 아들 안양군 이항과 봉안군 이봉 그리고 딸 한기(韓紀)와 엄씨의 딸 한경침의 처를 유배 보내고 지나는 고을에서 접대하지 못하게 하였다.[37]
- 음력 3월 28일 : 좌의정 이극균이 "전에 이세좌의 일을 의논한 것도 글렀거니와, 또 죄줄 사람을 의논하는데 율 밖이라 하여 반박하는 의논"을 한 이유로 국문하였다.[38] 노공필·김응기 등을 국문하였다.[39] 엄씨와 정씨의 재산을 적몰하였다.[40]
- 음력 3월 30일 : 이세좌, 김순손, 이유녕 등의 죄를 논하였다.[41] 정인석(鄭仁石)과 엄산수(嚴山壽)를 교형에서 한 등급 올려 참형에 처하고, "위를 업신여기는 풍습"을 비난하였다.[42] 이세좌를 사사[43]하고 김순손을 처참[44]하게 하여 "군상에게 교만한 자의 경계를 삼"게 하였다.[45]

### 연산 10년 음력 4월
- 음력 4월 1일 : 이극균을 인동현에 유배 보냈다.[46] 완원군 이수(李𢢝)와 수(𢢝) 그리고 여종 존이를 잡아다 국문하고, 궁인 나읍덕(羅邑德)과 존비(存非)·존이(存伊)를 궁중에서 위에 관한 일을 누설한 죄로 군기시 앞에서 참형에 처하여 효수하였다.[47] 폐비와 관련하여 그때 옛일을 인용하여 일이 되게 한 자와, 폐위함이 불가하다고 간하다가 죄를 받은 자, 사약을 내릴 때 간하지 않고 명대로 가서 일 본 자를 아뢰게 하였다.[48]
- 음력 4월 3일 : 이유녕, 박은, 변형량을 귀양보내고 다시는 한양에 들어올 수 없게 하였다.[49]
- 음력 4월 9일 : 의금부 도사 안처직(安處直)이 이세좌가 목매 죽었음을 보고하였다.[50]

의금부 도사 안처직이 와서 복명하여 아뢰기를,
"신이 이달 4일 밝을 무렵에 곤양군(昆陽郡) 양포역(良浦驛)에 가서, 이세좌(李世佐)가 남해(南海)까지 가지 못하고 겨우 이 역에 온 것을 만났습니다. 신이 역 한쪽 나무 아래 앉아 세좌를 불러 말하기를 '위에서 너에게 죽음을 내렸으니 속히 죽도록 하라.' 하니, 세좌가 손을 모아 잡고 땅에 엎드려 말하기를 '신이 중죄를 범하였는데 몸과 머리가 나누어짐을 면하게 되었으니, 성상의 은혜가 지극히 중한데 감히 조금인들 지체하겠습니까?' 하고 또 혼잣말로 '자진하기란 정말 어렵다.' 하더니, 정자나무를 쳐다보며 말하기를 '이 나무에 목맬 수 있다. 그러나 가리운 것이 없어 안 되겠다.' 하면서, 그 곁 민가로 가서 종에게 말하기를 '내 행장 속에 명주 홑이불이 있으니, 한 폭을 찢어 오라.' 하였습니다. 그리고 말하기를 '내가 죽은 뒤에 개가 찢어먹지 못하게 하기를 바랄 뿐이다.' 하고 그만 조용히 상 위로 올라가 명주 폭으로 두 번 그 목을 매어 대들보 위에 달고, 발을 상 아래로 떨어뜨렸는데, 좀 있다가 기운이 끊어졌습니다. 신이 한참 앉아 있다가 군수(郡守)를 불러 함께 맨 것을 풀고 생기(生氣)가 없음을 살핀 뒤에 돌아왔습니다." 하였다. 왕이 묻기를,
연산군 : "세좌가 무슨 옷을 입었더냐?"

안처직 : "세좌가 한삼 이두(汗衫裏肚)와 감다색 찢어진 철릭에다 위에 흰 베옷을 입었으며, 초립을 쓰고 녹비화(鹿皮靴)를 신고 검고 가는 띠를 띠었는데, 목을 맬 때 흰 옷과 한삼을 풀고 갓과 띠를 끄르고 죽었습니다."

연산군 : "세좌가 죽을 때에 안색이 어떠하더냐?"
안처직 : "안색은 변하지 않고, 평상시와 같았습니다." 하였다.— 의금부 도사 안처직이 이세좌가 목매 죽었음을 아뢰다. 연산군일기 52권, 연산 10년 4월 9일 경자 6번째기사

- 음력 4월 18일 : 이파의 자손은 폐하여 서인으로 하고, 한명회, 심회, 정창손, 정인지, 김승경 등은 만일 종묘에 배향된 자가 있으면 내치게 하였으며, 이세좌의 아들과 친척은 서인으로 하여 영구히 사판(仕版)에 오르지 못하게 하였다.[51]
- 정창손, 정인지, 한명회, 심회, 김승경, 이파 등은 아내의 묘 석물도 모두 철거하게 하였다.[52]
- 음력 4월 23일 : 폐비에 관련된 귀인 권씨를 폐하여 서인으로 삼고, 봉보 부인 백씨와 전언 두대(豆大)를 부관참시하고 지아비 강선(姜善)은 장 1백을 때려 종으로 삼고 가산을 적몰하였다.[53]
- 음력 4월 24일 : 정창손과 한명회 등을 종묘의 배향에서 내치게 하였다.[54]
- 음력 4월 25일 : '앞서 어지러운 말하는 무리를 모두 중한 법으로 처벌하였는데도 완악하여 징계할 줄 모르고 서로 잇따라 나온'다는 이유로 광주(廣州)·고양(高陽) 등의 고을을 혁파할 것을 의논하였다. 그러면서 연산군은 '아무 고을은 선왕의 능침이 있지만 어지러운 말을 한 백성이 있음으로 하여 모두 혁파되었다.' 하여 이것으로 경계를 삼아 범하는 자가 드물게 될 것이라고 말하였다.[55] 지언, 이오을, 미장수가 능지처사되고, 가산이 적몰되었으며, 시체의 머리가 매달렸다.[56] 정창손·한명회 등을 종묘에서 내치는 일을 간하지 않은 대간을 국문케 하였다.[57]
- 음력 4월 27일 : 인수대비가 창경궁 경춘전에서 사망하였다.[58]

### 연산 10년 음력 윤4월
- 음력 윤4월 4일 : 영의정 성준이 병으로 사면되었다.[59]
- 음력 윤4월 5일 : 유순 등이, 실록을 상고하여 폐비 윤씨가 폐위당할 때 언문을 가지고 온 자는 노공필과 성준이라고 보고했다. 이에 둘을 직첩(職牒)을 거두고, 성준은 금구군에, 노공필은 무장군에 유배 보냈다.[60][61]
- 음력 윤4월 9일 : 진주시에 있는 정성근과 조지서를 잡아오게 하였다.[62]
- 음력 윤4월 12일 : 이윤걸(李允傑)과 김의장(金義將)을 효수하게 하고, 형벌을 집행할 때에는 특별히 내관들이 서서 보도록 얼굴을 가리지 못하게 하였다.[63] 의금부 경력 김영순(金永純)을 인동(仁同)으로 보내어 좌의정 이극균을 사사(賜死)하게 하였다.[64]
- 음력 윤4월 13일 : 이극균의 아들·사위를 모두 장 1백대에 처하여 먼 변방으로 유배하고, 윤필상의 아들 역시 장 1백대에 처해졌다.[65] 윤필상을 사사(賜死)하고 재산을 적몰하였다.[66][67] 이극균 및 이세좌와 혼인한 집을 아뢰어 모두 관직에 있지 못하게 하였다.[68] 이극균과 이유녕(李幼寧)의 사형을 의논하는데, 조정에서 공공한 의논을 저버리고 권세에 끌려 그 죄를 쾌히 논하지 않은 이유로 국문하게 하였다.[69]
- 음력 윤4월 15일 : 정성근을 '간사한 생각, 거짓 충성으로 은밀히 아첨하는 생각을 가지고, 시제(時制)를 어기어 가며, 3년간 소식(素食)을 한 죄'로, 김취인(金就仁)을 '용렬한 무리로 국사를 생각지 않고 헛소리를 부연하여 수령(守令)에게 말한 죄'로 함께 처형하여, 머리를 철물전 앞 다리에 매달게 하였다.[70] 이극균·이세좌·윤필상의 아들인 이연명(李延命) 등의 처리에 대해 의논했다.[71] 정성근, 구성, 최숙근, 내관 김취인을 군기시 앞에서 베었다.[72]
- 음력 윤4월 16일 : 구성·최숙근·정성근은 3일 간 효수(梟首)하고, 내관 김취인은 내관들이 다 본 후에 철거하게 하였다.[73] 폐비의 일에 언문을 번역한 자를 상고하여 아뢰게 하고, 구성(具誠)·변형량(卞亨良)·최숙근(崔叔謹)·이유녕(李幼寧)의 아들을 서울에 거주하지 못하게 하였다.[74] 조지서를 잡아와 당직청에서 국문하게 하였는데, 형장 3대를 맞고 사망하였다. 당직청에서 머리를 베어 철물전 앞에 효수하고, 시체는 군기시 앞에 두었으며, 밤 4경에 '제 스스로 높은 체하고 군상(君上; 임금)을 능멸한다.'라고 찌를 써서 달아매고, 백관들로 하여금 차례로 서서 보게 하였다.[75] 현내원·감시손·황귀천을 함께 능지하여 사형에 처하고, 중 신온은 참형에 처했으며, 감순신(甘順信)을 장 1백대에 처하여 전가사변[76]의 형벌을 받았다.[77]
- 음력 윤4월 17일 : 조지서의 시체를 능지하여 팔도에 돌려 보이고, 가산을 몰수하며, 그 죄명을 판자에 새겨서 보이게 하였다.[78] 비가 오자 정성근 등이 처형당했기 때문에 "간사함을 씻어주는" 비가 내리는 은택이 있다고 하였다.[79] 폐비에 관여한 자에 대하여 승정원이 서계하였다.[80] 유순·허침·박숭질 등이 정성근·조지서의 죄에 대에 논의하였다.[81]
- 음력 윤4월 18일 : 의금부 경력 김영순(金永純)이, 이극균을 사사시키고 돌아와 이극균이 김영순 자신에게 "신의 나이 70이 다 되고, 몸에 병이 쌓여 있으니, 죽어도 다른 생각이 없겠습니다만, 신이 소시부터 변방에서 일하였으며, 나라 일에는 크고 작은 것 없이 모두 진심 갈력하였습니다. 신이 반복하여 생각해 보아도, 한가지 죄도 없습니다. 이 말을 주상께 전달하기 바랍니다."라고 말하였다고 보고하였다.[82]
- 음력 윤4월 19일 : 이극균의 친족 및 그를 찾아본 무사들을 변방 고을로 내쫓았다.[83] 변형량이 저잣거리에 효수[84]되었다.[85] 대궐이 내려다보이는 성균관 근처의 인가를 헐게 하고, 금표를 세울 때에도 궁궐을 내려다보이는 곳에는 올라가지 못하게 하였다.[86]
- 음력 윤4월 20일 : 사천시에서 이유녕(李幼寧)을 잡아와 군기시 앞에서 베어 저자에 효수하되, 백관이 차례로 서서 보게 하고 "네가 경솔하게 친구의 말을 듣고, 다른 사람의 비밀을 발설하되 공론(公論)이라 칭탁하여, 중죄에 빠지게 무고하였으니 죄를 용서할 수 없다. 그리하여 형벌에 처하게 하니, 그리 알라"고 효유(曉諭)하였다.[87] 송흠을 부관참시하고 권주(權柱)를 사형을 감하고 장 70에 처하여, 아주 먼 변방의 정로간(庭爐干)으로 정역하게 하였다.[88]
- 음력 윤4월 21일 : 송흠(宋欽), 이파, 윤필상, 이세좌를 모두 능지하여 시체를 사방에 돌려 보이게 하고, 대신들이 "정창손·심회·한명회 등은 앞서는 간하다가 후에 따랐으니, 그 죄가 윤필상에 비하여 차이가 있다"고 하자 연산군이 "3인이 처음에는 정지하기를 간하였지만, 대신이란 큰일을 만나면 시종 고집하여야 하는 것이다"라며 3인을 부관참시하게 하였다.[4] 의금부 낭청이 양주군에서 송흠의 시체를 부관참시하였다.[89]
- 음력 윤4월 22일 : 이극균의 집에 명함을 들인 자를, 모두 형장 때려 파직하라고 하였다.[90] 성균관과 사학(四學)의 유생으로 이유녕이 효시된 곳을 가서 보게 하고 '너희들이 글을 읽는 것은 앞으로 인군을 섬기려 하는 것이니, 이 사람들의 소위를 본받지 말라'고 말하였다.[91]
- 음력 윤4월 23일 : 이극균에게 명함들인 사람을 장 80대에 처하게 하였다.[92] 경연이 정지되었다.[93]

전교하기를,
"근자에 몸이 불편한 데다가 또 큰일을 만나서 마음을 썼더니 기운이 안정되지 않는 것 같다. 경연(經筵)을 정지하려 하는데, 어떤가?" 하니,
유순(柳洵) 등이 아뢰기를, "근자에 큰일이 있고 또 국상[國恤]을 만나니, 신 등이 항상 성체(聖體)가 어떠하신가 염려하고 있습니다. 근일 경연은 정지함이 가할 것입니다."

하였다. 왕이 주색에 빠져, 학문을 강할 생각이 없는데, 순 등이 견책당할 것을 두려워, 역시 권하지 못하였다. 그리하여 경연이 영영 폐지되어 왕의 위엄과 포학이 날로 심하여 한 마디의 말이 왕의 뜻을 거슬러도 문득 죄주고 베므로 조정의 사람마다 위태롭게 여겼다. 순(洵) 및 허침(許琛)·박숭질(朴崇質)이 정승이 되어서도 그저 자리나 채울 뿐 감히 바로 잡는 일이 없었고, 오직 명을 받들어 순종할 뿐이었다.— 경연을 정지하다. 연산군일기 53권, 연산 10년 윤4월 23일 계미 6번째기사

- 윤4월 26일 : 사헌부에서 유자광과 임사홍이 이극균과 사귀었으니 그 죄가 참대시[94]에 해당한다고 하였으나 연산군은 다만 3천 리 유배형을 속바치고 그대로 일은 보게 하라고 전교하였다.[12] 이극균의 머리를 저자에 매달고, 3일 후에 팔방으로 돌려 보이라고 전교했다.[95]
- 음력 윤4월 27일 : 정성근의 아들 정주신(鄭舟臣)이 돌연 사망하였다. 졸기에 아버지 정성근이 사망하자 통분하고 억울하여 피를 토하며 한 번 크게 슬퍼하더니 죽었다고 기술되어 있다.[96]
- 음력 윤4월 28일 : 이극균의 머리를 백관이 모두 보게 하고 팔도에 돌려 보였다.[5] 이극균과 사귄 유자광과 임사홍을 경기도에 충군[97]시키고 기타 조순도(趙順道)·이순(李珣) 등의 직첩을 빼앗았다.[98] 궁궐 기둥에 붙어있던 홍귀달의 시를 깎아내고 다른 사람이 짓게 하였다.[99]
- 음력 윤4월 29일 : 유자광과 임사홍의 충군을 취소하였다.[100]

### 연산 10년 음력 5월
- 음력 5월 1일 : 한명회와 정창손 등을 함께 효수하게 하였다.[101] 노형손(盧亨孫)의 머리를 저잣거리에 효시하고 "위에 관한 불경죄다"라 쓰인 찌를 매달았다.[102] 곽종번(郭宗蕃)과 신징(申澄)이 백관이 서서 보는 가운데 군기시 앞에서 사형당하고 이철균(李鐵鈞)은 장 1백대를 때려 창성부(昌城府)로 귀양보냈다.[103] 신징과 유빈 등의 죄를 의논하고 김제신(金悌臣)을 부관참시하고, 곽종원(郭宗元)과 박한주(朴漢柱), 곽종번의 아들에게 장을 때리고 먼 지방에 유배, 충군시켰다.[104]
- 음력 5월 2일 : 연산군이 이세좌의 머리와 사지를 모두 능지하고 효수하였다.[7]
- 음력 5월 3일 : 의금부 낭청이 성준을 잡아와 국문하였다. 얼마 후 성준이 병들어서 걷지 못하므로 성준을 업고 대궐 문 밖에 왔는데 연산군이 "대궐 안까지 떠메 오는 것은 불가하니, 끌고 들어와서 국문하라"고 명령했다. 한치형을 부관능지[105]하고 가산을 적몰하며 분묘와 비석 등을 파괴해 버렸다.[106]
- 음력 5월 4일 : 성준을 교수형에 처하고, 이세좌의 아들 이수형 등 4인을 교수형에, 급제한 이세걸을 유배된 흥양군에서 종이 되게 하였다.[107] 성준의 아들 성중온과 성경온을 장 80대씩 때리고, 한형윤(韓亨允)은 장 60대를 때리게 하였다.[108] 성준과 한치형의 머리를 효수하였다.[109][110] 한치형 등이 올린 10조 서(書)를 남빈청에서 불태우게 하였다.[111]
- 음력 5월 5일 : 한형윤(韓亨允)을 유배지로 압송하였다.[112]

(연산군이) 의정부에 전지하기를,

"지금 습속이 아름답지 못하여 위를 능멸하는 것이 풍속을 이루었으니, 그 폐단을 고치지 않을 수 없다. 옛사람이 이르기를 '어지러운 나라를 다스리려면 중한 법을 쓴다.'고 하였으니, 지금 고치려면 중한 법을 써서 정돈하지 않을 수 없다. 지금부터 인심이 바른 데로 돌아갈 때까지 위를 능멸하는 죄를 범하는 일이 있으면 경하고 중함을 논할 것 없이 죄주어 경계할 줄을 알게 해야겠으니, 이를 중외에 효유(曉諭)하라." 하였다.— 위를 업신여기는 풍속을 다스릴 것을 의정부에 전지하다. 연산군일기 53권, 연산 10년 5월 7일 병신 8번째기사

- 음력 5월 8일 : 의금부가 이세좌를 처벌할 때 및 놓아준 뒤에 그 죄를 논하지 않은 대간을 적어서 아뢰자, 이 역시 위를 능멸한 것이니 놓아주지 말라고 하였다.[113]
- 음력 5월 9일 : 이세좌의 아들 이세걸(李世傑)과 이름 자가 같은 사간 이충걸(李忠傑)을 이충순으로 개명하게 하였다.[114]
- 음력 5월 10일 : 해주 목사 이윤검을, 이극균에게 명함드린 죄로, 장 60대를 때리고 고신(告身)을 빼앗았다.[115]
- 음력 5월 11일 : 청주시로 가서 한명회를 부관참두하고 죄명을 써서 저잣거리에 효시했다.[8]
- 음력 5월 12일 : 박한주(朴漢柱)를 국문 후 능지하였다. 밤 3경에 군기시 앞에서 사형을 집행하고 '억측으로 궁중 일을 전파한 죄'라고 찌를 달았다.[116]
- 음력 5월 13일 : 이세좌의 아들 이수원과 이수형, 이수의, 이수정이 군기시 앞에서 참형당하고 효시되었다. 또 형벌할 때에 백관을 차례로 서서 보게 한 뒤에 다시 박한주(朴漢柱)를 효수한 곳으로 가서 보게 하고 "자리잡은 세력을 믿고 위를 업신여기며 조정을 능멸한 죄이니, 이런 사람은 그 뿌리를 뽑아 버려야 한다."라고 찌를 써서 매달았다.[117] 이극균의 서자인 이연명(李延命)이 '그 아비로 하여 자리잡은 세력을 믿고 무사를 많이 모아 군상(君上)에게 오만한 죄'로 참수되었다.[6] 이극균과 사귄 김임(金任)을 곤장 때리게 했다.[118] 박한주(朴漢柱)의 아들을 종으로 삼게 하였다.[119]
- 음력 5월 15일 : 이극균, 이세좌, 윤필상, 성준, 한치형 등의 족친을 써서 아뢰게 하고, 성준을 능지하여 효수하고 시체를 돌려 보이게 하였다.[120] 이극균의 족친 중 연좌된 사람들을 모두 형장 때리고 관직에 있는 자를 파직시키게 하였다.[121]
- 음력 5월 17일 : 임금에게 그르다고 말하는 것은 위를 능멸하는 풍습이라고 하여, 앞으로는 대신과 대간이 서로 탄핵하게 하였다.[122] 이세좌, 윤필상, 이극균, 한치형, 성준, 어세겸의 족친은 모두 장 60대를 때리게 하고, 노약자나 중환자도 처벌하게 하였다.[123]
- 음력 5월 18일 : 내관 최수연(崔水淵)과 서득관(徐得寬)을 불초한 행동이 있다며 처벌하였다.[124]
- 음력 5월 19일 : 내관 최수연을 베어 머리를 매달고 시체를 돌리며 내시들에게 번갈아 나가서 보게 하였다.[125] 최수연을 처형할 때 이존명이 홀로 뒤에 가 보았으니, 이 역시 위를 능멸하는 것이라 하여 장 90대를 때려 봉로간[126]으로 정하게 하였다.[127]
- 음력 5월 22일 : 성준과 한치형에게 만나기를 간청한 사람들을 모두 가두게 하였다.[128]
- 음력 5월 23일 : 윤필상의 아들 윤숙, 윤위, 윤준을 베게 하였다.[129] 이극균, 이세좌, 윤필상, 한치형, 성준, 어세겸 등의 족친을 비호[130]하는 자를 처벌하게 하였다.[131] 윤필상과 이파의 아들을 처벌하게 하였다.[132]
- 음력 5월 24일 : 한치형의 족친 중 두 대비 및 중궁의 족속과 가까운 자 외에는 모두 유배를 보내고, 죄인의 족친 중 성세순(成世純) 형제 등은 유배보내지 않게 하였다.[133]
- 음력 5월 25일 : 내관 방견(方堅)을 참형하여 머리를 매달고 시체를 돌려 보이되 내관들을 차례로 서서 보게 하고, '아뢰는 말이 잘못되고 불공하였으며, 죄를 논할 때에 또 거역한 죄다.'라고 찌를 써 달았다. 이덕숭(李德崇)을 '전임 간관으로서 성종을 경홀히 여겨 억측으로 궁중 일을 말한 죄'로, 정인인(鄭麟仁)을 '특별히 제주 목사를 제수하였는데, 그곳이 험하고 먼 것을 꺼려 병을 칭탁하고 사피했으며, 응제시(應製詩)를 한 수 더 지어 혼자만이 여러 사람과 다르게 하고, 또 내농포(內農圃)에 공상하는 데 쓰는 밭을 주어 짓게 하는 것은 합당하지 못한 일이라고 계달(啓達)하여 무례한 죄'로 처벌했다.[134]
- 음력 5월 30일 : 궁중 일을 누설한 홍식과 종친으로서 조사들과 사귀어 결탁한 이총을 참형에 처하고 가산을 적몰하며 가족을 장 1백 대를 때려 유배 보내고 아들 홍세필도 참형에 처하였다.[135]

### 연산 10년 음력 6월
- 음력 6월 1일 : 이승건(李承健)과 홍한(洪澣)을 부관참시하고 가산을 적몰하였다. 홍한과 홍식 부자를 참형에 처하게 하였다.[136] 이총(李摠)의 아버지 우산군 이종(李踵) 및 형제를 유배 보냈다.[137]
- 음력 6월 3일 : 이승건과 홍한을 정진(鄭溱), 윤채(尹埰), 홍식, 정옥경(鄭玉京)과 함께 효수하고, 사지를 여러 고을에 돌려 보이게 하였다.[138]
- 음력 6월 4일 : 중국의 수박(西苽)을 먹고 싶다고 한 연산군을 말린 김천령(金千齡)을 능지처참 후 효수하여 시체를 사방으로 돌려 보이고, 민휘, 윤금손, 심순문, 권헌, 조세보 등을 참형에 처하였다.[139] 승지 박열(朴說)·권균(權鈞) 등이 예전에 연산군이 밤까지 사냥하는 것을 지적한 이유로 사직을 청하자, 연산군이 앞장서서 주창한 자가 누구냐고 물었다. 이에 박열과 권균 등은 모른다고 대답하였고 연산군이 사냥이 온편치 못함을 아뢴 것이 자신의 안전 때문에 말한 것이라면 반드시 위를 업신여긴 것은 아니겠으나, 이는 스스로 편안하려는 생각에 지나지 않는다고 말했다.[140][141]
- 음력 6월 5일 : 권헌(權憲)과 심담이 옥중에서 사망하였다.[142]
- 음력 6월 6일 : 전날 권헌이 사망하자 연산군이 "권헌은 늘 경연에서 큰소리를 하여 위를 공경하는 마음이 아주 없으니, 내가 추문(推問)하여 시원히 다스리고자 하였거늘, 이제 어찌하여 죽었는가?"라며 죄인이 죽지 않게 하고 죽었더라도 죄주게 하였다.[143]
- 음력 6월 8일 : 소격서의 종 도화(桃花)의 족친과, 전향(田香)과 수근비(水斤非)의 집안 사람과 이웃을 잡아와 국문하였다.[144][145] 이덕숭(李德崇)을 능지하여 시체를 사방으로 돌려 보이게 하였다.[146]
- 음력 6월 9일 : 전향과 수근비를 능지하였다. 연산군일기에는 장녹수가 참소하였기 때문이라고 기술되어 있다.[147]
- 음력 6월 11일 : 전향의 일에 관련되어 사망한 사람들의 가산을 적몰하였다.[148] 의금부가 무풍정(茂豊正) 이총을 거제시에서 능지하여 오니, '종친이 조사와 결탁하고서 나랏일을 논의하였다.'고 찌를 써서 효시했다.[149]
- 음력 6월 14일 : 이극균이 만든 법을 사용하지 못하게 하였다.[150]
- 음력 6월 15일 : 밤까지 사냥함은 온편치 못하다고 운운한 일에 관계되어, 박은(朴誾)을 군기시 앞 거리에서 참형하고 효수하며 가산을 적몰하고, '거짓 충성으로 스스로 편안하고 신진(新進)으로서 장관(長官)을 업신여겼다.'고 찌를 써서 매달았다.[151] 내시(內侍)가 결장(決杖)을 감시함은 온편치 못하다고 한 한형윤, 이자화, 권홍을 국문하고, 홍형(洪泂)이 앞장서 주창하였다고 하자 홍형을 부관참시하고, 이인형의 직첩을 거두게 하였다.[152]
- 음력 6월 16일 : 홍귀달(洪貴達)이 오만함이 심하다며 교형에 처하게 했다.[153]
- 음력 6월 19일 : 평안도 강계군에 안치한 전향은 머리를 문 위에 달고 사지(四肢)를 전시[154]하여, 죄명을 '흉포한 마음으로 속으로 임금을 원망하여 불경한 말을 버젓이 써서 숙용(淑容)의 집에 몰래 붙였다.' 하고, 함경도 온성군에 안치한 수근비도 전향과 같이 하여 '간사한 마음으로 몹시 방해되는 일을 버젓이 행하였다.'라고 죄명을 써 붙였다.[155]
- 음력 6월 20일 : 이극균, 윤필상, 이세좌, 이파 등의 집은 연못[池]을 만들고 돌을 세워 죄명을 써 보이게 하였다.[156]
- 음력 6월 21일 : 조지서 등의 집을 헐고 돌을 세워 죄명을 새기게 하였다.[157]
- 음력 6월 27일 : 죄인의 집터에 땅을 파서 가운데가 섬 모양이 되게 하고 죄명을 돌에 새기게 하였다.[158]
- 음력 6월 28일 : 전향과 수근비의 머리를 궁인들이 보고 경계하게 하였다.[159] 군인을 징발하여 죄인의 집에 못을 만들게 하였다.[160] 전향과 수근비의 머리를 외딴 섬에 묻게 하고 죄명을 세웠다.[161]

### 연산 10년 음력 7월
- 음력 7월 1일 : 임시 관아인 척흉청(滌兇廳; 흉악한 것을 씻어낸다는 뜻)을 두어 이극균 등 갑자사화에 연루된 인물들의 집을 헐어 못을 파고 죄명을 적은 비석을 세우는 일을 담당하게 하였다.[162]
- 음력 7월 2일 : 문·무신(文武臣)을 가려서 신하들에게 활쏘기 시합을 시켰다.[163]
- 음력 7월 6일 : 이극균, 이세좌, 이파, 윤필상의 자식들도 재산을 적몰하게 하였다.[164]
- 음력 7월 9일 : 이극균, 이세좌, 윤필상, 이파, 한훈, 이주, 홍식의 집이 이미 연못으로 만들어져 있고, 윤채, 정진, 은소이, 정금이, 두대, 어리니 등의 집은 아직 못으로 만들지 않았으며, 전향과 수근비의 머리와 팔다리는 진도에 묻고 돌을 세웠으나, 그 주검이 하나는 경원에 있고 하나는 강계에 있다는 언급이 있다. 척흉청 당상 이손(李蓀) 등이 죄명을 새긴 돌의 건립 연월일을 물었다.[165]

### 연산 10년 음력 8월 이후
- 음력 8월 30일 : 이극균·윤필상 등이 세운 과조[166]를 모두 의논하여 없애게 하였다.[167]
- 음력 9월 1일 : 한치형이 세운 비융사[168]를 폐지하였다.[169]
- 음력 9월 26일 : 무오년 사초 사건(史草事件; 무오사화)으로 살아남은 자들을 모두 잡아오게 하였다.[170]
- 음력 10월 3일 : 이극균·성준 등에게 가 본 자는 자수시켜 치부[171]하게 하였다.[172]
- 음력 10월 13일 : '척흉'이 끝나자 그 기록을 의금부와 대내에 한 부씩 두게 하였다.[173]
- 음력 10월 14일 : 이극균을 난신으로 논하였으니, 그 아들도 또한 당연히 부관참시해야 한다고 언급하고, 이러한 무리가 반드시 많을 터인데, 즉시 아뢰지 아니함은 잘못이라며 의금부 당상 및 의논에 참여한 대신을 모두 국문하게 하였다.[174]
- 음력 10월 21일 : 홍귀달과 이세좌에게 연좌된 사람 가운데 가장 가까운 자는 모두 바다 밖으로 들여보내 종으로 만들어 노역시키고, 무오사화의 범죄자 및 구성(具誠)과 변형량(卞亨良)도 또한 특별히 연좌시키게 하였다.[175]
- 음력 10월 23일 : 이극균 등의 족친을 국문하였다.[176]
- 음력 10월 24일 : 이극균이 천거하였다는 이유로 이장곤을 잡아다 고문하였다.[177] 이극균이 궁성 가까이 살아 궁성 안의 일을 누설하여 시끄러운 일이 있었다고 하였다.[178]
- 음력 11월 6일 : 이극균이 이장곤을 천거한 것은 사사로운 정 때문이라고 하며[179] 이장곤이 활쏘기를 잘 했기 때문이라고 변명하자 더 고문하였다.[180]
- 음력 11월 17일 : "괴수 역적 중에도 괴수 역적" 이극균이 추천한 이윤종을 잡아다 국문하였다.[181]
- 음력 11월 18일 : 익명 투서를 의심하여 이세좌의 손자로 부마[182]가 된 자를 국문하였다.[183]
- 음력 11월 21일 : 이극균과 이세좌의 처족[184]을 묶어다가 장에 처하여 출송(出送)하게 하였다.[185]
- 음력 11월 30일 : 이세좌, 윤필상, 이파 등의 동성 팔촌과 이성 사촌 등으로서 정배된 사람의 이름 중 국문해야 할 사람을 아뢰게 하였다.[186]

### 연산 11년
- 음력 1월 30일 : 죄인 한치형(韓致亨)의 첩의 집을 숙용(淑容)의 오라비에게 주었다.[187]
- 음력 3월 24일 : 윤필상의 시체를 태워 뼈를 부수어서 바람에 날리게 하였으니 쇄골표풍(碎骨漂風)이라 하였다.[9]

## 사상자 및 피해자 목록
아래에 제시된 인물들은 갑자사화로 목숨을 잃거나 유배되거나 태형, 국문, 파직 등을 당한 피해자(가나다순)들의 목록이다. 적색 처리된 사람은 갑자사화로 인해 사형, 구타, 자결 등 어떤 이유로든 사망한 사람이다. "태"는 태형(笞刑, 곤장형)을 의미한다.
- 감순신(甘順信) -  음력 윤4월 16일 태 100대 후 전가사변.[77]
- 감시손(甘始孫) - 음력 윤4월 16일 능지처참.[77]
- 강선(姜善) - 태 100대 후 종.[53]
- 내관 강유주(姜有珠) - 음력 3월 29일 태 40대.[188]
- 대간 강혼(姜渾) - 음력 3월 18일 태 40대[189]
- 홍문관원 강홍(姜洪) - 음력 4월 7일 제헌왕후(齊獻王后) 추숭(追崇)을 의논한 일로 태 70대 후 익산군으로 유배.[190]
- 경세창(慶世昌) - 음력 3월 18일 태 60대 후 유배
- 구성(具誠) - 음력 윤4월 15일 정성근 등과 함께 처형 후 3일간 효수.[72][73]
- 대간 김극핍(金克愊) - 음력 3월 18일 태 40대. 음력 4월 1일 고산(高山)으로 유배.[191]
- 내관 김계경(金季敬) - 음력 4월 22일 태 80대.[192]
- 저작 김내문(金乃文) - 음력 4월 7일 제헌왕후 추숭을 의논한 일로 태 70대 후 청안군으로 유배.[190]
- 내관 김순(金順) - 음력 4월 9일 태 80대.[193]
- 내시 김순손(金舜孫) - 음력 3월 30일 "망령되이 제 스스로 존대한 척하여 군상에게 오만"한 죄로 음력 3월 30일 처참(사형).[45] 머리를 베어 음력 4월 13일 단봉문(丹鳳門)에 두어 환관들에게 보이게 했다.[194]
- 지평 김세필(金世弼) - 음력 4월 1일 청풍군으로 유배.[191]
- 부수찬 김양진(金楊震) - 음력 4월 7일 제헌왕후 추숭을 의논한 일로 태 60대 후 예천군으로 유배.[190]
- 김응기(金應箕) - 이세좌를 심방(尋訪; 방문)한 죄로 국문[195] 음력 3월 28일 국문.[39]
- 김임(金任) - 이극균과 사귄 이유로 음력 5월 13일 태형.[118]
- 김의장(金義將) - 음력 윤4월 12일 저자에서 효수(사형)당함.[63]
- 김제신(金悌臣) - 음력 5월 1일 한명회(金悌臣) 등과 함께 효수됨.[101] 이후 부관참시.[104]
- 내관 김처정(金處汀) - 음력 4월 9일 태 80대.[193]
- 김천령(金千齡) - 중국의 수박을 먹고 싶다고 한 연산군을 말린 일로 음력 6월 4일 능지(사형) 후 효시되고 가산을 적몰.[139]
- 내관 김철동(金哲同) - 음력 3월 29일 태 40대.[188]
- 내관 김청(金淸) - 태 100대 후 극변에 충군.[196]
- 내관 김취인(金就仁) - 용렬한 무리로 국사를 생각지 않고 헛소리를 부연하여 수령(守令)에게 말한 죄로 음력 윤4월 15일 정성근 등과 함께 처형.[70][72]
- 대간 김효간(金効侃) - 음력 3월 18일 태 40대.
- 곽종번(郭宗蕃) -  음력 5월 1일 신징과 함께 군기시 앞에서 사형.[103]
- 곽종원(郭宗元) - 능지.[104]
- 부교리 권달수(權達手) - 음력 4월 7일 제헌왕후 추숭을 의논한 일로 태 60대 후 용궁군으로 유배.[190]
- 권주(權柱) : 사형을 감하여 태 70대, 종으로 삼음.[88] 윤4월 26일 투옥됨.[197]
- 권헌(權憲) : 음력 6월 5일 옥중에서 사망.[142]
- 궁인 나읍덕(羅邑德) - 음력 4월 1일 참형(사형).[47]
- 노공필(盧公弼) - 이세좌를 심방(尋訪; 방문)한 죄로 국문.[195] 음력 3월 28일 국문.[39] 윤4월 5일 무장군으로 유배.[61]
- 노형손(盧亨孫) - 사형 후 음력 5월 1일 불경죄로 효시됨.[102]
- 두대(豆大) - 부관참시.[198] 음력 5월 1일 한명회 등과 함께 효시됨.[101]
- 내관 만산(萬山) - 음력 4월 9일 태 80대.[193]
- 미장수(未長守) - 능지처사.[56]
- 수찬 박광영(朴光榮) - 음력 4월 7일 제헌왕후 추숭을 의논한 일로 태 60대 후 목천군으로 유배.[190]
- 전 직제학 박소영(朴紹榮) - 이세좌의 죄를 논하지 않은 죄로 음력 4월 2일 태형 후 진천군으로 유배.[199]
- 내관 박수원(朴修元) - 태 50대.[200]
- 박순무(朴純茂) - 태 100대 후 변방으로 보내져 종이 됨.[201]
- 박안성(朴安性) - 음력 4월 7일 제헌왕후 추숭을 의논한 일로 태형 후 진잠군으로 유배.[190]
- 내관 박옥(朴玉) - 음력 3월 29일 태 40대.[188]
- 박은(朴誾) - 음력 4월 3일 동래군으로 유배.[49]
- 내관 방견(方堅) : 음력 5월 25일 참수(사형) 후 효시.[134]
- 변수(邊脩) - 음력 윤4월 20일 태 70대.[88]
- 변형량(卞亨良) - 음력 4월 2일 유배.[202] 음력 4월 3일 무장군으로 유배.[49] 음력 윤4월 19일 사형당해 저잣거리에 효수됨.[85]
- 봉보 부인 백씨(白氏) - 부관참시.[53]
- 대간 서후(徐厚) - 음력 3월 18일 태 40대. 음성군으로 유배.
- 성준(成俊) - 음력 윤4월 5일 금구군으로 유배.[61] 음력 5월 4일 교수형(사형) 후 효수.[109]
- 송흠(宋欽) - 부관참시.[88]
- 궁인 수근비(水斤非) - 가산을 적몰하고 온성군으로 유배.[203] 음력 6월 9일 능지처참.[203] 음력 6월 19일 효시와 능지 후 조리돌림.[155]
- 신경(申經) - 음력 윤4월 20일 태 60대.[88]
- 신복의(辛服義) - 음력 윤4월 20일 태 60대.[88]
- 신봉로(申奉盧) - 음력 4월 1일 진산군으로 유배.[191]
- 중 신온(信溫) - 음력 윤4월 16일 참형(사형).[77]
- 신징(申澄) - 음력 5월 1일 곽종번과 함께 군기시 앞에서 사형 후 능지[103][204]
- 심담(沈淡) - 음력 6월 5일 옥중에서 사망.[142]
- 교리 심정(沈貞) - 음력 4월 25일 국문.
- 심회(沈澮) - 음력 5월 1일 한명회(金悌臣) 등과 함께 효수됨.[101]
- 대간 유세침(柳世琛) - 음력 3월 18일 태 40대. 남포군으로 유배.
- 대간 유숭조(柳崇祖) - 음력 3월 18일 태 40대.
- 대간 유희철(柳希轍) - 음력 3월 18일 태 40대.
- 윤석보(尹碩輔) - 윤4월 22일 이의손(李懿孫)의 죄와 같다며 파직.[205]
- 양윤(梁潤) - 이세좌의 사위. 태 60대.[30]
- 엄씨(嚴氏) - 음력 3월 20일 구타로 사망.
- 엄산수(嚴山壽) - 음력 3월 28일 국문.[39] 음력 4월 1일 참형(사형).[206]
- 엄소남(嚴小男) - 음력 4월 5일 태 100대.[207]
- 유부(柳溥) - 음력 4월 7일 제헌왕후 추숭을 의논한 일로 태 60대 후 은진군으로 유배.[190]
- 유인귀(柳仁貴) - 음력 4월 1일 회덕군으로 유배.[191]
- 유희철(柳希轍) - 태 50대 후 임피군에 유배[208]
- 윤여해(尹汝諧) - 이세좌의 사위. 태 60대.[30]
- 대신 이극균(李克均) - 음력 4월 1일 인동현으로 유배. 음력 윤4월 12일 사사(사형).[64]
- 이덕숭(李德崇) - 음력 6월 8일 능지 후 조리돌림.[146]
- 봉안군(鳳安君) 이봉(李㦀) - 음력 3월 27일 이천군으로 유배.[37]
- 부수찬 이사균(李思鈞) - 음력 4월 7일 제헌왕후 추숭을 의논한 일로 태 60대 후 보은군으로 유배.[190]
- 완원군(完原君) 이수(李𢢝) - 음력 4월 1일 국문. 태 30대.[47]
- 이수원(李守元) - 이세좌의 아들. 음력 3월 19일 유배. 장 80대 후 북청군에 유배.[209][208] 음력 5월 13일 참형 후 효시.[117]
- 이수의(李守義) - 이세좌의 아들. 음력 3월 19일 유배. 음력 5월 13일 참형 후 효시.[117]
- 이수정(李守貞) - 이세좌의 아들. 음력 3월 19일 유배. 음력 5월 13일 참형 후 효시.[117]
- 이수형(李守亨) - 이세좌의 아들. 음력 3월 19일 유배. 음력 5월 13일 참형 후 효시.[117]
- 이세걸(李世傑) - 태 80대.[30]
- 대간 이세영(李世英) - 음력 3월 18일 태 40대. 전의군에 유배.
- 대신 이세좌(李世佐) - 음력 3월 16일 유배 중 태형. 음력 3월 19일 거제도로 유배.[210] 음력 3월 30일 사사(사형) 명령,[45] 음력 4월 4일 자결[50] 후 능지처참 및 효수.[7]
- 이연명(李延命) - 이세좌의 서자. '그 아비로 하여 자리잡은 세력을 믿고 무사를 많이 모아 군상(君上)에게 오만한 죄'로 음력 5월 13일 참수(사형).[6]
- 이오을(李吾乙) - 능지처사.[56]
- 이유녕(李幼寧) - 음력 4월 3일 사천시로 유배.[49] 음력 윤4월 20일 사천시에서 끌려와 저잣거리에 효수(사형)됨.[87]
- 이윤걸(李允傑) - 음력 윤4월 12일 저자에서 효수(사형)당함.[63]
- 이윤검(李允儉) - 이극균과 사귄 죄로 음력 5월 10일 태 60대.[115]
- 이윤종(李胤宗) - "괴수 역적" 이극균의 추천서에 이름이 있다는 이유로 음력 11월 17일 국문.[181]
- 승지 이의손(李懿孫) - 음력 윤4월 20일 파직.[211]
- 교리 이자화(李自華) - 음력 4월 7일 제헌왕후 추숭을 의논한 일로 태 60대 후 아산군으로 유배.[190]
- 이장곤 - 이극균의 추천을 받은 일로 음력 11월 국문.
- 이집(李諿) - 윤4월 22일 이의손(李懿孫)의 죄와 같다며 파직.[205]
- 이창신(李昌臣) - 음력 윤4월 20일 태 70대.[88]
- 이총(李摠) - 능지 후 음력 6월 11일 효수.[149]
- 이파(李坡) - 부관참시.
- 이팽손(李彭孫) - 음력 3월 23일 형장으로 사망.[212]
- 안양군(安陽君) 이항(李㤚) - 음력 3월 37일 제천으로 유배.[37]
- 이행(李荇) - 음력 4월 7일 제헌왕후 추숭을 의논한 일로 태 60대 후 충주시로 유배.[190]
- 내관 전순계(田順戒) - 음력 3월 15일 태 50대[213]
- 전향(田香) - 가산을 적몰하고 강계군으로 유배.[203] 음력 6월 9일 능지처참.[147] 음력 6월 19일 강계군에서 효시와 능지 후 조리돌림.[155]
- 대간 정사걸(鄭士傑) - 음력 3월 18일 태 40대. 김제군으로 유배.
- 정성근(鄭誠謹) - 간사한 생각, 거짓 충성으로 은밀히 아첨하는 생각을 가지고 3년간 소식(素食)한 죄로 음력 윤4월 15일 김취인 등과 함께 처형 후 3일간 효수.[70][72][73]
- 정인석(鄭仁石) - 음력 3월 28일 국문.[39] 음력 4월 1일 참형(사형).[206]
- 정주신(鄭舟臣) - 정성근의 아들. 음력 윤4월 27일 아버지가 사망하자 슬퍼하다 돌연 사망.[96]
- 정창손(鄭昌孫) - 음력 5월 1일 한명회(金悌臣) 등과 함께 효수됨.[101]
- 헌납 정침(鄭沈) - 음력 4월 1일 산음군으로 유배.[191]
- 정현(鄭鉉) - 이세좌의 사위. 태 60대.[30]
- 검률 정흥조(鄭興祖) - 음력 3월 15일 국문[214]
- 정씨(鄭氏) - 음력 3월 20일 구타로 사망.
- 조영손(趙永孫) - 이세좌의 사위. 태 60대.[30]
- 조지서(趙之瑞) - 음력 윤4월 16일 당직청에서 국문 도중 사망. 참두 후 '제 스스로 높은 체하고 군상(君上)을 능멸한다'라는 찌를 달아매어 효시.[75] 이후 능지되어 시체가 팔도에 돌려져 보이고 가산이 적몰됨.[78]
- 조한손(曺漢孫) - 이극균(李克均)의 집에 명함을 들인 이유로 음력 윤4월 25일 곤장을 맞음.[215]
- 존비(存非) - 음력 4월 1일 참형(사형).[47]
- 여종 존이(存伊) - 음력 4월 1일 참형(사형).[47]
- 지언(池彦) - 능지처사.[56]
- 내관 최수연(崔水淵) - 음력 5월 19일 사형 후 효시.[125]
- 내관 최숙(崔淑) - 음력 3월 29일 태 40대.[188]
- 최숙근(崔叔謹) - 음력 윤4월 15일 정성근 등과 함께 처형 후 3일간 효수.[72][73]
- 응교 최숙생(崔淑生) - 음력 4월 7일 제헌왕후 추숭을 의논한 일로 태 60대 후 신계군으로 유배.[190]
- 최인(崔潾) - 음력 3월 18일 태 40대 후 유배.[189]
- 내관 최침(崔忱) - 음력 5월 3일 태 60대.[216]
- 채수(蔡壽) - 음력 윤4월 20일 태 70대.[88]
- 채씨(蔡氏) - 김감(金勘)의 아내,  아비 채수(蔡壽)가 전일, 폐비(廢妃)의 일에 대하여 극력 간하였음을 호소하자 연산군이 "처음에는 극력 간하였으나 끝내 중지시키지 못하였으니, 무슨 공이 있는가?" 하며 태 50대를 내림.[217]
- 대신 한명회 - 부관참시. 음력 5월 1일 김제신, 정창손 등과 함께 효수됨.[101]
- 한기(韓紀)의 처 : 백천군으로 유배.[37]
- 한경침(韓景琛)의 처 : 아산군으로 유배.[37]
- 한치형(韓致亨) : 부관능지. 가산 적몰.[61] 음력 5월 4일 '치형은 본래 세상을 구제할 재주가 없는데, 지위가 여러 관원보다 높으면서 도리어 이극균(李克均)의 술책에 빠져들어 불초(不肖)한 일을 많이 하였다'라 죄명이 적힌 찌가 달린 채 효수.[110]
- 현내원(玄乃元) - 음력 윤4월 16일 능지처참.[77]
- 홍귀달 - 음력 3월 16일 유배 중 태형. 음력 6월 16일 교형(사형).[153]
- 홍언국(洪彦國) - 음력 3월 15일 국문. 음력 3월 19일 유배.[209]
- 홍형(洪泂) - 음력 6월 15일 부관참시.[152]
- 비구니 혜명(惠明) - 엄씨(嚴氏)·정씨(鄭氏)의 일에 관계된 귀인 권씨(權氏)의 시체를 불태운 일로 음력 4월 26일 국문.[218]
- 집의 황성창(黃誠昌) - 음력 4월 1일 홍천군으로 유배.[191]
- 황귀천(黃貴千) - 음력 윤4월 16일 능지처참.[77]

## 같이 보기
- 무오사화
- 기묘사화
- 중종반정
- 을사사화
- 정미사화
- 양재역 벽서 사건
- 신임사화

## 참고 문헌
- 조선왕조실록 연산군일기
- 이 문서에는 다음커뮤니케이션(현 카카오)에서 GFDL 또는 CC-SA 라이선스로 배포한 글로벌 세계대백과사전의 내용을 기초로 작성된 글이 포함되어 있습니다.